# Elezioni regionali in Trentino-Alto Adige del 1978
Le elezioni regionali in Trentino-Alto Adige del 1978 per il rinnovo del Consiglio regionale si tennero il 19 novembre. L'affluenza fu del 92,51%.
La coalizione DC-SVP ebbe sempre il supporto del PSDI.

## Risultati
| Liste                                         | Voti                | %                   | Seggi               |
| Riepilogo regionale                           | Riepilogo regionale | Riepilogo regionale | Riepilogo regionale |
| --------------------------------------------- | ------------------- | ------------------- | ------------------- |
| Democrazia Cristiana                          | 166.652             | 30,41               | 22                  |
| Südtiroler Volkspartei                        | 163.502             | 29,84               | 21                  |
| Partito Comunista Italiano                    | 48.809              | 8,91                | 7                   |
| Partito Popolare Trentino Tirolese per l'UE   | 39.101              | 7,14                | 5                   |
| Partito Socialista Italiano                   | 34.590              | 6,31                | 4                   |
| Neue Linke/Nuova Sinistra                     | 22.068              | 4,03                | 2                   |
| Partito Socialista Democratico Italiano       | 14.605              | 2,67                | 2                   |
| Movimento Sociale Italiano - Destra Nazionale | 12.812              | 2,34                | 2                   |
| Partito Repubblicano Italiano                 | 12.626              | 2,30                | 1                   |
| Partito Liberale Italiano                     | 8.016               | 1,46                | 1                   |
| Democrazia Proletaria                         | 6.567               | 1,20                | 1                   |
| Sozialdemokratische Partei Südtirols          | 5.928               | 1,08                | 1                   |
| Partei der Unabhängigen                       | 3.539               | 0,65                | 1                   |
| Unione Indipendenti per il Trentino           | 3.201               | 0,58                | -                   |
| Concentrazione Italiana                       | 2.403               | 0,44                | -                   |
| Soziale Fortschrittspartei Südtirols          | 2.047               | 0,37                | -                   |
| Lista del Referendum                          | 1.497               | 0,27                | -                   |
| Totale                                        | 547.963             |                     | 70                  |
| Provincia autonoma di Trento                  |                     |                     |                     |
| Democrazia Cristiana                          | 137.847             | 49,04               | 18                  |
| Partito Popolare Trentino Tirolese per l'UE   | 36.820              | 13,10               | 5                   |
| Partito Comunista Italiano                    | 30.028              | 10,68               | 4                   |
| Partito Socialista Italiano                   | 25.645              | 9,12                | 3                   |
| Neue Linke/Nuova Sinistra                     | 12.315              | 4,38                | 1                   |
| Partito Repubblicano Italiano                 | 9.742               | 3,47                | 1                   |
| Partito Socialista Democratico Italiano       | 8.473               | 3,01                | 1                   |
| Democrazia Proletaria                         | 5.412               | 1,93                | 1                   |
| Partito Liberale Italiano                     | 5.091               | 1,81                | 1                   |
| Movimento Sociale Italiano - Destra Nazionale | 5.028               | 1,79                | 1                   |
| Unione Indipendenti per il Trentino           | 3.201               | 1,14                | -                   |
| Lista del Referendum                          | 1.497               | 0,53                | -                   |
| Totale                                        | 281.099             |                     | 36                  |
| Provincia autonoma di Bolzano                 |                     |                     |                     |
| Südtiroler Volkspartei                        | 163.502             | 61,27               | 21                  |
| Democrazia Cristiana                          | 28.805              | 10,79               | 4                   |
| Partito Comunista Italiano                    | 18.781              | 7,04                | 3                   |
| Neue Linke/Nuova Sinistra                     | 9.753               | 3,65                | 1                   |
| Partito Socialista Italiano                   | 8.945               | 3,35                | 1                   |
| Movimento Sociale Italiano - Destra Nazionale | 7.784               | 2,92                | 1                   |
| Partito Socialista Democratico Italiano       | 6.132               | 2,30                | 1                   |
| Sozialdemokratische Partei Südtirols          | 5.928               | 2,22                | 1                   |
| Partei der Unabhängigen                       | 3.539               | 1,33                | 1                   |
| Partito Liberale Italiano                     | 2.925               | 1,10                | -                   |
| Partito Repubblicano Italiano                 | 2.884               | 1,08                | -                   |
| Concentrazione Italiana                       | 2.403               | 0,90                | -                   |
| Partito Popolare Trentino Tirolese            | 2.281               | 0,85                | -                   |
| Soziale Fortschrittspartei Südtirols          | 2.047               | 0,77                | -                   |
| Democrazia Proletaria                         | 1.155               | 0,43                | -                   |
| Totale                                        | 266.864             |                     | 34                  |

| Riepilogo dei seggi | Riepilogo dei seggi | Riepilogo dei seggi | Riepilogo dei seggi | Riepilogo dei seggi | Riepilogo dei seggi | Riepilogo dei seggi |
| ------------------- | ------------------- | ------------------- | ------------------- | ------------------- | ------------------- | ------------------- |
|                     |                     |                     |                     |                     |                     |                     |
| DP                  | 1                   | Nuovo               |                     | NL/NS               | 2                   | Nuovo               |
| PCI                 | 7                   | ▲ 2                 |                     | PSI                 | 4                   | ▼ 2                 |
| PSDI                | 2                   | ▼ 1                 |                     | SPS                 | 1                   | ▼ 1                 |
| PRI                 | 1                   | ━                   |                     | PPTT                | 5                   | ▲ 2                 |
| SVP                 | 21                  | ▲ 1                 |                     | DC                  | 22                  | ▼ 4                 |
| PdU                 | 1                   | ▲ 1                 |                     | PLI                 | 1                   | ━                   |
| MSI-DN              | 2                   | ━                   |                     | SFP                 | 0                   | ▼ 1                 |